# Brighton & Hove Albion Women Football Club 2019-2020
Questa voce raccoglie le informazioni riguardanti il Brighton & Hove Albion Women Football Club nelle competizioni ufficiali della stagione 2019-2020.

## Stagione
La stagione è stata caratterizzata dallo scoppio della pandemia di COVID-19 nel mese di marzo 2020, che ha portato a un'iniziale sospensione di tutte le competizioni, per poi arrivare a una sospensione definitiva il successivo 25 maggio. La classifica della FA Women's Super League venne stilata in base al rapporto punti conquistati su partite disputate, e il Brighton mantenne la nona posizione che aveva al momento della sospensione del torneo, ossia dopo sedici partite disputate. Anche la FA Women's Cup ha subito una riprogrammazione con le partite dai quarti di finale in poi disputatesi nel mese di settembre 2020; la squadra, che era partita dal quarto turno, è arrivata ai quarti di finale, dove è stata sconfitta dal Birmingham City dopo i tiri di rigore. In FA Women's League Cup la squadra aveva superato la fase a gruppi come seconda classificata, venendo, però, poi sconfitta nei quarti di finale dal Manchester United per 1-2.

## Maglie e sponsor
Le tenute di gioco solo le stesse adottate dal Brighton maschile.
| Casa | Trasferta | Terza divisa |

## Rosa
Rosa e numeri di maglia come da sito societario.
| N. |                             | Ruolo | Calciatrice                |
| -- | --------------------------- | ----- | -------------------------- |
| 1  | Irlanda (bandiera)          | P     | Megan Walsh                |
| 2  | Inghilterra (bandiera)      | D     | Bethan Roe                 |
| 3  | Inghilterra (bandiera)      | D     | Felicity Gibbons           |
| 4  | Inghilterra (bandiera)      | C     | Danielle Bowman (capitano) |
| 5  | Inghilterra (bandiera)      | D     | Fern Whelan                |
| 6  | Irlanda del Nord (bandiera) | D     | Laura Rafferty             |
| 7  | Inghilterra (bandiera)      | A     | Aileen Whelan              |
| 8  | Inghilterra (bandiera)      | C     | Kirsty Barton              |
| 9  | Nigeria (bandiera)          | A     | Ini-Abasi Umotong          |
| 10 | Inghilterra (bandiera)      | C     | Kate Natkiel               |
| 11 | Svezia (bandiera)           | C     | Amanda Nildén              |
| 12 | Danimarca (bandiera)        | D     | Matilde Lundorf Skovsen    |
| 13 | Inghilterra (bandiera)      | P     | Sophie Harris              |
| 14 | Paesi Bassi (bandiera)      | D     | Danique Kerkdijk           |
| 15 | Galles (bandiera)           | A     | Kayleigh Green             |

| N. |                        | Ruolo | Calciatrice          |
| -- | ---------------------- | ----- | -------------------- |
| 16 | Inghilterra (bandiera) | A     | Ellie Brazil         |
| 17 | Irlanda (bandiera)     | C     | Megan Connolly       |
| 18 | Inghilterra (bandiera) | C     | Jodie Brett          |
| 19 | Inghilterra (bandiera) | C     | Emily Simpkins       |
| 20 | Inghilterra (bandiera) | D     | Victoria Williams    |
| 21 | Inghilterra (bandiera) | D     | Maya Le Tissier      |
| 22 | Inghilterra (bandiera) | P     | Laura Hartley        |
| 23 | Irlanda (bandiera)     | A     | Rianna Jarrett       |
| 24 | Paesi Bassi (bandiera) | A     | Maxime Bennink       |
| 25 | Norvegia (bandiera)    | P     | Cecilie Fiskerstrand |
| 26 | Inghilterra (bandiera) | C     | Libby Bance          |
| 27 | Francia (bandiera)     | C     | Léa Le Garrec        |
| 28 | Inghilterra (bandiera) | D     | Ellie Hack           |
|    | Inghilterra (bandiera) | C     | Faith Nokuthula      |

## Calciomercato

### Sessione estiva
| Acquisti | Acquisti                | Acquisti     | Acquisti |
| R.       | Nome                    | da           | Modalità |
| -------- | ----------------------- | ------------ | -------- |
| P        | Megan Walsh             | Yeovil Town  | [ 9 ]    |
| D        | Danique Kerkdijk        | Bristol City | [ 10 ]   |
| D        | Matilde Lundorf Skovsen | VSK Aarhus   | [ 11 ]   |
| C        | Léa Le Garrec           | Guingamp     | [ 12 ]   |

| Cessioni | Cessioni       | Cessioni       | Cessioni |
| R.       | Nome           | a              | Modalità |
| -------- | -------------- | -------------- | -------- |
| P        | Lucy Gillett   | Crystal Palace | [ 13 ]   |
| P        | Marie Hourihan | Braga          | [ 14 ]   |
| D        | Sophie Perry   |                | ritirata |
| C        | Chloe Peplow   | Tottenham      | [ 15 ]   |

### Sessione invernale
| Acquisti | Acquisti             | Acquisti       | Acquisti    |
| R.       | Nome                 | da             | Modalità    |
| -------- | -------------------- | -------------- | ----------- |
| P        | Cecilie Fiskerstrand | LSK Kvinner    | [ 16 ]      |
| A        | Maxime Bennink       | Reading        | in prestito |
| A        | Rianna Jarrett       | Wexford Youths | [ 18 ]      |

| Cessioni | Cessioni      | Cessioni | Cessioni    |
| R.       | Nome          | a        | Modalità    |
| -------- | ------------- | -------- | ----------- |
| P        | Sophie Harris | Lewes    | in prestito |

## Risultati

### FA Women's Super League

#### Girone di andata
| Bristol 7 settembre 2019, ore 15:00 UTC+1 1ª giornata | Bristol City | 0 – 0 referto | Brighton & Hove | Ashton Gate Stadium\| Arbitro: \| Bryne \| |
| Arbitro:                                              | Bryne        |               |                 |                                            |

| Arbitro: | Collins |

|               |           |              |
| A. Whelan 84’ | Marcatori | 90+1’ Engman |

| Arbitro: | Shallow |

|                                                 |           |  |
| Little 9’ Miedema 39’ Van de Donk 57’ Nobbs 70’ | Marcatori |  |

| Arbitro: | Benn |

|                |           |                                        |
| Connolly 90+2’ | Marcatori | 24’ Thomas 70’ (rig.) Dali 73’ Lehmann |

| Arbitro: | Simms |

|                      |           |  |
| Kelly 58’ Morgan 68’ | Marcatori |  |

| Arbitro: | Conley |

|                                     |           |  |
| Green 15’ (rig.), 71’ Le Garrec 44’ | Marcatori |  |

| Arbitro: | Copeland |

|                                            |           |  |
| James 10’ Galton 29’, 67’ Zelem 87’ (rig.) | Marcatori |  |

| Arbitro: | Russell |

|                           |           |                          |
| A. Whelan 18’ Umotong 34’ | Marcatori | 15’ Williams 90+5’ Allen |

| Arbitro: | Heaslip |

|                     |           |  |
| Williams 57’ (aut.) | Marcatori |  |

| Arbitro: | Oliver |

|                                                       |           |  |
| Houghton 3’ White 14’ Hemp 38’ Stanway 79’ Bremer 86’ | Marcatori |  |

| Arbitro: | Fearn |

|               |           |  |
| A. Whelan 33’ | Marcatori |  |

#### Girone di ritorno
| Arbitro: | Dowle |

|  |           |                                             |
|  | Marcatori | 3’ Van de Donk 31’ Roord 51’ Nobbs 89’ Mead |

| Arbitro: | Atkin |

|                  |           |              |
| Lehmann 79’, 83’ | Marcatori | 23’ Kerkdijk |

| Arbitro: | Byrne |

|               |           |  |
| A. Whelan 39’ | Marcatori |  |

| Solihull 9 febbraio 2020, ore 15ª giornata | Birmingham City | – Annullata | Brighton & Hove | Damson Park |

| Arbitro: | Yianni |

|               |           |                 |
| A. Whelan 45’ | Marcatori | 1’ (aut.) Walsh |

| Arbitro: | Saunders |

|  |           |                 |
|  | Marcatori | 66’ (rig.) Dean |

| High Wycombe 22 marzo 2020 18ª giornata | Reading | – Annullata | Brighton & Hove | Adams Park |

| Crawley 29 marzo 2020 19ª giornata | Brighton & Hove | – Annullata | Bristol City | Broadfield Stadium |

| Kingston upon Thames 5 aprile 2020 20ª giornata | Chelsea | – Annullata | Brighton & Hove | Kingsmeadow |

| Birkenhead 26 aprile 2020 21ª giornata | Liverpool | – Annullata | Brighton & Hove | Prenton Park |

| Crawley 16 maggio 2020 22ª giornata | Brighton & Hove | – Annullata | Manchester City | Broadfield Stadium |

### FA Women's Cup
| Boldmere 26 gennaio 2020 Quarto turno                                                         | Aston Villa | 2 – 3 referto                               | Brighton & Hove | Trevor Brown Memorial Ground |
| \| \| \| \| \| Hayles 14’, 81’ \| Marcatori \| 11’ (rig.) Umotong 30’ A. Whelan 35’ Nildén \| |             |                                             |                 |                              |
|                                                                                               |             |                                             |                 |                              |
| Hayles 14’, 81’                                                                               | Marcatori   | 11’ (rig.) Umotong 30’ A. Whelan 35’ Nildén |                 |                              |

| Bromley 25 febbraio 2020, ore 19:30 UTC+0 Quinto turno         | Crystal Palace | 0 – 3                        | Brighton & Hove | Hayes Lane |
| \| \| \| \| \| \| Marcatori \| 14’, 46’ Jarrett 69’ Umotong \| |                |                              |                 |            |
|                                                                |                |                              |                 |            |
|                                                                | Marcatori      | 14’, 46’ Jarrett 69’ Umotong |                 |            |

| Arbitro: | Welch |

|                                      |                      |                                         |
| Bowman 25’ (rig.) O'Sullivan 89’     | Marcatori            | 5’ Mayling 52’ (rig.) M. Green          |
| K. Green Le Tissier Jarrett Connolly | Tiri di rigore 2 – 4 | M. Green Walker Murray Mayling Brougham |

### FA Women's League Cup

#### Fase a gruppi
| Bexley 22 settembre 2019, ore 14:00 UTC+1 Gruppo B - 1ª giornata              | Charlton Athletic | 0 – 3 referto                               | Brighton & Hove | The Oakwood |
| \| \| \| \| \| \| Marcatori \| 44’ Umotong 66’ (rig.), 88’ (rig.) K. Green \| |                   |                                             |                 |             |
|                                                                               |                   |                                             |                 |             |
|                                                                               | Marcatori         | 44’ Umotong 66’ (rig.), 88’ (rig.) K. Green |                 |             |

| Crawley 20 ottobre 2019, ore 14:00 UTC+1 Gruppo B - 2ª giornata                | Brighton & Hove | 1 – 2 referto            | Bristol City | Broadfield Stadium |
| \| \| \| \| \| K. Green 60’ (rig.) \| Marcatori \| 9’ Harrison 45+2’ Salmon \| |                 |                          |              |                    |
|                                                                                |                 |                          |              |                    |
| K. Green 60’ (rig.)                                                            | Marcatori       | 9’ Harrison 45+2’ Salmon |              |                    |

| Arbitro: | Howard |

|                                             |                      |                                |
| Barton K. Green Le Tissier Bowman Le Garrec | Tiri di rigore 2 – 4 | Little McCabe Mead van de Donk |

| Arbitro: | Pearson |

|  |           |                                                              |
|  | Marcatori | 43’ Nildén 50’ Williams 60’ Simpkins 70’ Umotong 87’ Natkiel |

| Arbitro: | Byrne |

|                             |           |                                                                 |
| Clarke 47’ (rig.) Mason 89’ | Marcatori | 18’ Lundorf Skovsen 57’ Umotong 68’ (aut.) Bennett 79’ Simpkins |

#### Fase a eliminazione diretta
| Arbitro: | Woods |

|                      |           |                     |
| McManus 13’ Ross 75’ | Marcatori | 83’ (rig.) K. Green |

## Statistiche

### Statistiche di squadra
| Competizione            | Punti | In casa | In casa | In casa | In casa | In casa | In casa | In trasferta | In trasferta | In trasferta | In trasferta | In trasferta | In trasferta | Totale | Totale | Totale | Totale | Totale | Totale | DR  |
| Competizione            | Punti | G       | V       | N       | P       | Gf      | Gs      | G            | V            | N            | P            | Gf           | Gs           | G      | V      | N      | P      | Gf     | Gs     | DR  |
| ----------------------- | ----- | ------- | ------- | ------- | ------- | ------- | ------- | ------------ | ------------ | ------------ | ------------ | ------------ | ------------ | ------ | ------ | ------ | ------ | ------ | ------ | --- |
| FA Women's Super League | 13    | 9       | 3       | 3       | 3       | 10      | 12      | 7            | 0            | 1            | 6            | 1            | 18           | 16     | 3      | 4      | 9      | 11     | 30     | -17 |
| FA Women's Cup          | -     | 1       | 0       | 1       | 0       | 2       | 2       | 2            | 2            | 0            | 0            | 6            | 2            | 3      | 2      | 1      | 0      | 8      | 4      | +4  |
| FA Women's League Cup   | -     | 2       | 0       | 1       | 1       | 1       | 2       | 4            | 3            | 0            | 1            | 13           | 4            | 6      | 3      | 1      | 2      | 14     | 6      | +8  |
| Totale                  | -     | 12      | 3       | 5       | 4       | 13      | 16      | 13           | 5            | 1            | 7            | 20           | 24           | 25     | 8      | 6      | 11     | 33     | 40     | -7  |

### Andamento in campionato
| Giornata  | 1 | 2 | 3 | 4 | 5  | 6 | 7 | 8 | 9  | 10 | 11 | 12 | 13 | 14 | 15 | 16 | 17 | 18 | 19 | 20 | 21 | 22 |
| --------- | - | - | - | - | -- | - | - | - | -- | -- | -- | -- | -- | -- | -- | -- | -- | -- | -- | -- | -- | -- |
| Luogo     | T | C | T | C | T  | C | T | C | T  | T  | C  | C  | T  | C  | T  | C  | C  | T  | C  | T  | T  | C  |
| Risultato | N | N | P | P | P  | V | P | N | P  | P  | V  | P  | V  | -  | N  | P  | -  | -  | -  | -  | -  | -  |
| Posizione | 6 | 8 | 9 | 9 | 10 | 9 | 9 | 9 | 10 | 10 | 9  | 9  | 9  | -  | 9  | 9  | -  | -  | -  | -  | -  | -  |

Legenda:

Luogo: C = Casa; T = Trasferta. Risultato: V = Vittoria; N = Pareggio; P = Sconfitta.

### Statistiche delle giocatrici
| Giocatore          | FA Women's Super League | FA Women's Super League | FA Women's Super League | FA Women's Super League | FA Women's Cup | FA Women's Cup | FA Women's Cup | FA Women's Cup | FA Women's League Cup | FA Women's League Cup | FA Women's League Cup | FA Women's League Cup | Totale   | Totale | Totale      | Totale     |
| Giocatore          | Presenze                | Reti                    | Ammonizioni             | Espulsioni              | Presenze       | Reti           | Ammonizioni    | Espulsioni     | Presenze              | Reti                  | Ammonizioni           | Espulsioni            | Presenze | Reti   | Ammonizioni | Espulsioni |
| ------------------ | ----------------------- | ----------------------- | ----------------------- | ----------------------- | -------------- | -------------- | -------------- | -------------- | --------------------- | --------------------- | --------------------- | --------------------- | -------- | ------ | ----------- | ---------- |
| L. Bance           | 0                       | 0                       | 0                       | 0                       | -              | -              | -              | -              | 2                     | 0                     | 0                     | 0                     | 2        | 0      | 0           | 0          |
| K. Barton          | 10                      | 0                       | 2                       | 0                       | 0              | 0              | 0              | 0              | 3                     | 0                     | 1                     | 0                     | 13       | 0      | 3           | 0          |
| M. Bennink         | 0                       | 0                       | 0                       | 0                       | 2              | 0              | 0              | 0              | -                     | -                     | -                     | -                     | 2        | 0      | 0           | 0          |
| D. Bowman          | 16                      | 0                       | 4                       | 0                       | 1              | 0              | 0              | 0              | 4                     | 0                     | 0                     | 0                     | 21       | 0      | 4           | 0          |
| E. Brazil          | 6                       | 0                       | 0                       | 0                       | -              | -              | -              | -              | 2                     | 0                     | 0                     | 0                     | 8        | 0      | 0           | 0          |
| J. Brett           | -                       | -                       | -                       | -                       | -              | -              | -              | -              | -                     | -                     | -                     | -                     | -        | -      | -           | -          |
| M. Connolly        | 9                       | 1                       | 0                       | 0                       | 2              | 0              | 0              | 0              | 1                     | 0                     | 0                     | 0                     | 12       | 1      | 0           | 0          |
| C. Fiskerstrand    | 0                       | 0                       | 0                       | 0                       | 2              | -4             | 0              | 0              | 1                     | -2                    | 0                     | 0                     | 3        | -6     | 0           | 0          |
| F. Gibbons         | 15                      | 0                       | 1                       | 0                       | 2              | 0              | 0              | 0              | 6                     | 0                     | 0                     | 0                     | 23       | 0      | 1           | 0          |
| K. Green           | 16                      | 2                       | 3                       | 0                       | 3              | 0              | 0              | 0              | 4                     | 4                     | 0                     | 0                     | 23       | 6      | 3           | 0          |
| E. Hack            | 0                       | 0                       | 0                       | 0                       | -              | -              | -              | -              | 1                     | 0                     | 0                     | 0                     | 1        | 0      | 0           | 0          |
| S. Harris          | 1                       | -5                      | 0                       | 0                       | -              | -              | -              | -              | 5                     | -4                    | 0                     | 0                     | 6        | -9     | 0           | 0          |
| L. Hartley         | -                       | -                       | -                       | -                       | -              | -              | -              | -              | -                     | -                     | -                     | -                     | -        | -      | -           | -          |
| N. Heroum          | -                       | -                       | -                       | -                       | 1              | 0              | 0              | 0              | -                     | -                     | -                     | -                     | 1        | 0      | 0           | 0          |
| R. Jarrett         | 0                       | 0                       | 0                       | 0                       | 2              | 2              | 0              | 0              | -                     | -                     | -                     | -                     | 2        | 2      | 0           | 0          |
| I. Kaagman         | -                       | -                       | -                       | -                       | 1              | 0              | 0              | 0              | -                     | -                     | -                     | -                     | 1        | 0      | 0           | 0          |
| D. Kerkdijk        | 14                      | 1                       | 3                       | 0                       | 3              | 0              | 0              | 0              | 6                     | 0                     | 1                     | 0                     | 23       | 1      | 4           | 0          |
| L. Le Garrec       | 15                      | 1                       | 3                       | 1                       | -              | -              | -              | -              | 4                     | 0                     | 0                     | 0                     | 19       | 1      | 3           | 1          |
| M. Le Tissier      | 12                      | 0                       | 0                       | 0                       | 3              | 0              | 0              | 0              | 4                     | 0                     | 1                     | 0                     | 19       | 0      | 1           | 0          |
| G.M. Lee           | -                       | -                       | -                       | -                       | 1              | 0              | 0              | 0              | -                     | -                     | -                     | -                     | 1        | 0      | 0           | 0          |
| M. Lundorf Skovsen | 8                       | 0                       | 3                       | 0                       | 2              | 0              | 0              | 0              | 3                     | 1                     | 0                     | 0                     | 13       | 1      | 3           | 0          |
| K. Natkiel         | 7                       | 0                       | 0                       | 0                       | 2              | 0              | 0              | 0              | 6                     | 1                     | 0                     | 0                     | 15       | 1      | 0           | 0          |
| A. Nildén          | 10                      | 0                       | 1                       | 0                       | 1              | 1              | 0              | 0              | 5                     | 1                     | 0                     | 0                     | 16       | 2      | 1           | 0          |
| F. Nokuthula       | -                       | -                       | -                       | -                       | 1              | 0              | 0              | 0              | -                     | -                     | -                     | -                     | 1        | 0      | 0           | 0          |
| D. O'Sullivan      | -                       | -                       | -                       | -                       | 1              | 1              | 0              | 0              | -                     | -                     | -                     | -                     | 1        | 1      | 0           | 0          |
| L. Rafferty        | -                       | -                       | -                       | -                       | -              | -              | -              | -              | -                     | -                     | -                     | -                     | -        | -      | -           | -          |
| B. Roe             | 0                       | 0                       | 0                       | 0                       | 2              | 0              | 0              | 0              | 1                     | 0                     | 0                     | 0                     | 3        | 0      | 0           | 0          |
| E. Simpkins        | 10                      | 0                       | 0                       | 0                       | 3              | 0              | 0              | 0              | 6                     | 2                     | 1                     | 0                     | 19       | 2      | 1           | 0          |
| R. Stott           | -                       | -                       | -                       | -                       | 1              | 0              | 0              | 0              | -                     | -                     | -                     | -                     | 1        | 0      | 0           | 0          |
| I. Umotong         | 14                      | 1                       | 1                       | 0                       | 2              | 2              | 0              | 0              | 6                     | 3                     | 0                     | 0                     | 22       | 6      | 1           | 0          |
| M. Walsh           | 15                      | -30                     | 0                       | 0                       | 1              | 0              | 0              | 0              | 0                     | 0                     | 0                     | 0                     | 16       | -30    | 0           | 0          |
| A. Whelan          | 16                      | 5                       | 2                       | 0                       | 3              | 1              | 0              | 0              | 6                     | 0                     | 1                     | 0                     | 25       | 6      | 3           | 0          |
| F. Whelan          | 3                       | 0                       | 0                       | 0                       | -              | -              | -              | -              | 1                     | 0                     | 0                     | 0                     | 4        | 0      | 0           | 0          |
| V. Williams        | 12                      | 0                       | 0                       | 0                       | 1              | 0              | 0              | 0              | 4                     | 1                     | 1                     | 0                     | 17       | 1      | 1           | 0          |